# Renovació Democràtica (Andorra)
|  | Aquest article tracta sobre el partit d'Andorra. Vegeu-ne altres significats a «Renovació Democràtica (Grècia)». |

Renovació Democràtica és un partit polític social-liberal d'Andorra. A les eleccions legislatives del 24 d'abril del 2005, el partit va obtenir el 6,2% dels vots i 1 dels 28 escons.
A les eleccions del 2009 el partit va donar suport a la candidatura d'Andorra pel Canvi que va obtenir 3 escons.